# Закон зростання потреб
Зако́н зроста́ння потре́б — закон, що виражає внутрішньо необхідні, сталі і суттєві зв'язки між виробництвом і досягнутим рівнем задоволення потреб людей, розвиток яких (зв'язків) сприяє появі нових потреб та засобів їх задоволення.

## Закон зростання потреб і соціально-економічна ефективність виробництва
Одне з фундаментальних положень економічної теорії полягає в тому, що матеріальні потреби суспільства є безмежними, а економічні ресурси, що необхідні для задоволення цих потреб, є обмеженими.
Безмежність потреб і обмеженість ресурсів породжують дію двох законів суспільного розвитку — закону зростання потреб і закону економії праці. Ці закони взаємопов'язані та відбивають дві сторони загальноекономічного закону зростання соціально-економічної ефективності.
Закон зростання потреб є законом суспільного прогресу. Він характеризує не просто зростання, тобто появу все нових і нових потреб, а зміну структури їх, що відбиває просування як людини, так і суспільства в цілому від біологічного (фізіологічного) до все більш і більш різнобічного, багатого життя.
На прикладі економічно розвинутих країн у XX ст. можна виділити три етапи розвитку потреб.
Перший етап — до середини 50-х років, домінували матеріально-речові потреби.
Другий етап почався з середини 1950-х років з переходом до «економіки споживання», коли формуються такі соціальні потреби, як побутове обслуговування, освіта, медицина, спорт, відпочинок, розваги та ін.
Третій етап розвитку потреб почав формуватись у 1980-ті роки. Він завершить фундаментальні зрушення в бік гуманітарних потреб, пов'язаних з творчістю, духовним розвитком особистості.
У структурі потреб відбуваються такі принципові зміни: перехід від домінування економічних потреб до домінування соціальних;
від задоволення елементарних потреб — до задоволення потреб на основі індивідуалізованого виробництва; від речової структури споживання — до переважання в ній послуг, в тому числі й послуг гуманітарного характеру, спрямованих на розвиток особистості.